# Купчик, Анджей
Анджей Купчик (нем. Andrzej Kupczyk, 26 октября 1948, Свидница) — польский легкоатлет, бегун на средние дистанции, выступавший за сборную Польши в конце 1960-х — начале 1970-х годов. Участник летних Олимпийских игр в Мюнхене, двукратный бронзовый призёр чемпионата Европы в помещении, четырежды чемпион национального первенства. В настоящее время является тренером польской бобслейной команды.

## Биография
Анджей Купчик родился 26 октября 1948 года в городе Свидница, Нижнесилезское воеводство. Увлёкся спортом ещё в детстве, присоединившись к местному легкоатлетическому клубу, вскоре стал ездить на различные международные состязания, как бегун на средние дистанции прошёл отбор в национальную сборную. Впервые побывал на крупных соревнованиях в 1969 году, когда съездил на взрослый чемпионат Европы и в забеге на 800 м занял шестое место. Год спустя на европейском первенстве в закрытом помещении в той же дисциплине был уже пятым, ещё через год — завоевал бронзовую медаль.
Что касается национального первенства, то за период 1971—1973 Купчик трижды подряд становился чемпионом Польши на дистанции 800 м, кроме того, в 1970 году одержал победу в забеге на 1500 м. Наиболее богатым на события для него получился 1972 год, когда он, во-первых, в июле на стадионе Бислетт установил свой личный рекорд на восьмисотметровой дистанции (1:46,3 минуты), во-вторых, выиграл ещё одну бронзовую медаль на чемпионате Европы (в эстафете 4 x 720 м), в-третьих, удостоился права защищать честь страны на летних Олимпийских играх в Мюнхене, где впоследствии финишировал седьмым.
После окончания карьеры профессионального спортсмена Анджей Купчик работал тренером, сначала в легкоатлетической сборной страны, потом бобслейной. В настоящее время занимает должность главного тренера польской бобслейной команды, в том числе является личным тренером своего сына Давида, успешного пилота, побывавшего уже на четырёх Олимпиадах.